# Shelter (песня)
«Shelter» — песня британской инди-поп группы The xx из их дебютного альбома xx, единственный трек с альбома, созданный и записанный без участия бывшего члена коллектива Барии. Текст песни написан Роми Мэдли Крофт, авторами музыки стали она и оставшиеся участники группы — Джейми Смит и Оливер Сим.
В 2011 году британская певица Birdy записала кавер-версию «Shelter» и выпустила её в качестве второго сингла со своего дебютного альбома. Позже свою кавер-версию записали музыканты Hercules and Love Affair.

## Сингл Birdy
Сингл Birdy «Shelter» вышел в продажу 3 июня 2011 года в формате цифровой дистрибуции. Британская радиоведущая Ферн Коттон с BBC Radio 1 выбрала эту песню в качестве «записи недели». В хит-параде UK Singles Chart «Shelter» добралась до 50 места. В 8 сезоне британского шоу талантов The X Factor Софи Хабибис исполнила «Shelter» в версии Birdy во время четвёртой недели конкурса.
В публикации от BBC Music «Shelter» охарактеризована как песня, задающая тон всего альбома. В рецензии от Allmusic песня названа «более тонкой и воздушной» чем оригинал. Издание Music OMH отметило в своей рецензии на альбом, что «Shelter» в исполнении Birdy обладает «болезненной красотой», она «не лучше или хуже оригинала, а просто другая».
Премьера видеоклипа «Shelter» вышла на YouTube 16 июня 2011 года, режиссёром стала Софи Мюллер.

### Список композиций
| №  | Название  | Длительность |
| -- | --------- | ------------ |
| 1. | «Shelter» | 3:44         |

### Позиции в чартах
| Чарт (2011)      | Наивысшая позиция |
| ---------------- | ----------------- |
| UK Singles Chart | 50                |

### Хронология выпуска
| Страна         | Дата        | Формат               | Лейбл            |
| -------------- | ----------- | -------------------- | ---------------- |
| Великобритания | 3 июня 2011 | цифровая дистрибуция | Atlantic Records |